# Olle Adolphson
Pour les articles homonymes, voir Adolphson.
Olle Adolphson, né le 2 mai 1934 à Stockholm et mort le 10 mars 2004 à Stockholm, est un écrivain et auteur-compositeur-interprète suédois.

## Biographie
Il est le fils de l'acteur Edvin Adolphson et de l'actrice Mildred Mehle, et le frère de l'actrice Kristina Adolphson.
Il a écrit la plupart de ses chansons entre la fin des années 1950 et la fin des années 1970. Il écrit notamment le titre Om Natten (In the Night) pour la chanteuse Monica Zetterlund en 1964.
Son travail a été analysé par deux études de l'Université de Lund, d'une part par Frans Mossberg "Visans Kontinuum – studier i Olle Adolphsons musik och framförandekonst" en 2002, et d'un point de vue musical par Charlotte Ullmert "Visan som gåva" en 2004.

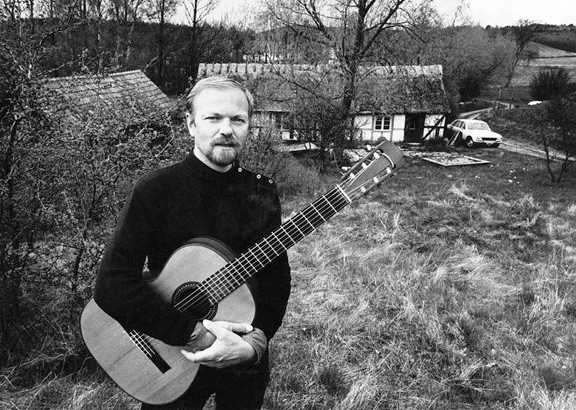
Olle Adolphson dans les années 1960
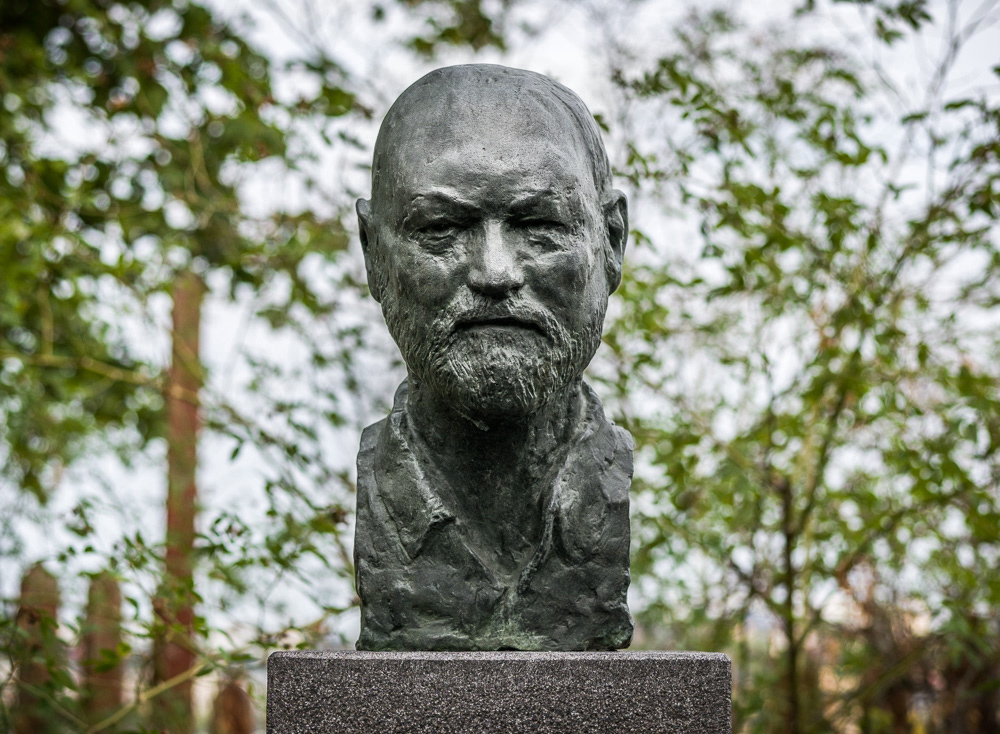
Buste d'Olle Adolphson.

## Distinctions
- 1977 : Svenska grammofonpriset
- 1994 : Prix Piraten
- 1994 : Cornelis Vreeswijk scholarship
- 1999 : Medaljen för tonkonstens främjande
- 2001 : Prix Bellman
- 2002 : Médaille Litteris et Artibus